# Simon Guillebault
Cet article possède un paronyme, voir Guillebaud.
Simon Guillebault, né  au Mans en 1636 et mort le 11 septembre 1708 à Notre-Dame-de-Champs (Sarthe), est un peintre français du XVIIe siècle.

## Biographie
Il est le fils de Simon Guillebault et Jacqueline Rezé, marchands de draps de soie de la paroisse de « Saint-Ouen sur les fossés de la ville du Mans ».
Peintre d'histoire dédiant son pinceau à l'art sacré, il est admis au sein de l'Académie royale de peinture et de sculpture le 29 novembre 1687.
Il meurt célibataire à 72 ans au presbytère de la paroisse de Notre-Dame-de-Champs.

## Œuvres
- Larchant, basilique Saint-Mathurin : La Résurrection du fils de la veuve de Naïm. Objet classé MH en 1906 : « Ancien may de la corporation des orfèvres, le 61e, il fut offert en 1691 à Notre-Dame de Paris, qui l'envoya à Larchant au milieu du 18e siècle »[3].
- Paris, église Saint-Laurent : L'entourage féminin de Jésus.
- Le Mans, Musée de Tessé, Mort de Saint-François d'Assise, huile sur toile provenant de la chapelle de l'hospice du Mans[4].
- Localisation actuelle inconnue : Le Christ guérissant un paralytique à la piscine de Béthesda, huile sur toile - H. 0,84 , L. 0, 67 m[5].
- Paris, Beaux-arts de Paris : 
  - La Tentation de Saint-Antoine, pierre noire, lavis brun sur toute la feuille, rehauts de gouache blanche, sur papier brun. H. 0,345 ; L. 0,245 m[6]. Ce dessin est vraisemblablement inspiré d'un petit tableau d'Annibal Carrache gravé par Benoît Farjat. Guillebault représente le saint face aux tentations diaboliques qui prennent ici des traits de la Vénus d'Arles, marbre antique très apprécié au XVIIe siècle[7].
  - La Résurrection du fils de la veuve de Naïm, pierre noire, lavis brun sur toute la feuille, rehauts de gouache blanche, sur papier brun. H. 0,453 ; L. 0,607 m[8]. Cette feuille est proche du May des orfèvres de Notre-Dame de Paris, livré le 1er mai 1691. Elle a servi à Étienne Gantrel pour réaliser son épreuve gravée. Le format rectangulaire est habituel dans le cadre de transposition en estampe[9].